# Stauweiher Andelsbuch
Stauweiher Andelsbuch är ett vattenmagasin i Österrike. Det ligger i distriktet Bregenz och förbundslandet Vorarlberg, i den västra delen av landet. Stauweiher Andelsbuch ligger 629 meter över havet.
Stauweiher Andelsbuch ingår i ett kulturlandskap.